# Victor Cup 1984
Der Victor Cup 1984 im Badminton fand vom 11. bis zum 14. Oktober 1984 in Duisburg-Rheinhausen statt.

## Finalresultate
| Disziplin    | Sieger                             | Finalist                     | Ergebnis         |
| ------------ | ---------------------------------- | ---------------------------- | ---------------- |
| Herreneinzel | Lius Pongoh                        | Darren Hall                  | 15:6, 15:2       |
| Dameneinzel  | Eline Coene                        | Christine Magnusson          | 11:5, 0:11, 11:3 |
| Herrendoppel | Dipak Tailor Chris Dobson          | Andy Goode Nigel Tier        | 15:11, 15:12     |
| Damendoppel  | Claire Backhouse Johanne Falardeau | Linda Cloutier Denyse Julien | 15:7, 15:4       |
| Mixed        | Nigel Tier Karen Chapman           | Mike Butler Claire Backhouse | 18:13, 15:9      |